# Johann Hürlimann

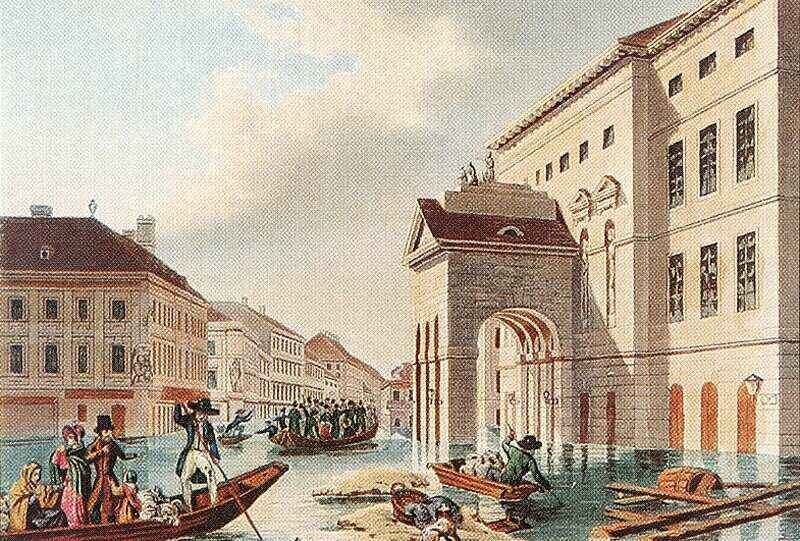
Johann Hürlimann Árvíz a pesti Színház-téren c. képe (színezett akvatinta)

Johann Hürlimann (Riedikon, Zürich kanton, 1793. május 2. – Párizs, 1850. március 18.) svájci rézmetsző.

## Élete
Zürichben tanult. 1824-ben Bernben, 1826 és 1829 között Neuchâtelben élt, majd 1829-ben Párizsba költözött. Itt megnősült, és a francia fővárosban élt és dolgozott haláláig. Munkái túlnyomó részét akvatintával készítette. Művein Franz Hegi stílusának hatása fedezhető fel.